# Åsensbruk
Åsensbruk är en tätort i Melleruds kommun.

## Historia
I Åsensbruk och det närbelägna Håverud fanns tidigare pappersbruket Håfreströms bruk, som lades ner den 26 mars 2009. I samband med nedläggningen ombildades pappersbruket till en företagspark, Håfreströms Företagspark AB.
1908 startade papperstillverkningen i Åsen och från 1910 ingick det i Håfreströms Aktiebolag.
Orten fick egen poststation 1 april 1928. Poststationen kom sedermera att bli upphöjd till postexpedition. Den 1 februari 1971 bytte postexpeditionen namn till Mellerud 2, för att 1 oktober 1990 återigen anta namnet Åsensbruk.

### Befolkningsutveckling
| Befolkningsutvecklingen i Åsensbruk 1950–2020                                                     | Befolkningsutvecklingen i Åsensbruk 1950–2020 | Befolkningsutvecklingen i Åsensbruk 1950–2020 | Befolkningsutvecklingen i Åsensbruk 1950–2020 | Befolkningsutvecklingen i Åsensbruk 1950–2020 |
| ------------------------------------------------------------------------------------------------- | --------------------------------------------- | --------------------------------------------- | --------------------------------------------- | --------------------------------------------- |
|                                                                                                   |                                               |                                               |                                               |                                               |
| År                                                                                                |                                               |                                               | Folkmängd                                     | Areal (ha)                                    |
| 1950                                                                                              | 1950                                          |                                               | 544                                           | ##                                            |
| 1960                                                                                              | 1960                                          |                                               | 740                                           |                                               |
| 1965                                                                                              | 1965                                          |                                               | 909                                           |                                               |
| 1970                                                                                              | 1970                                          |                                               | 974                                           |                                               |
| 1975                                                                                              | 1975                                          |                                               | 844                                           |                                               |
| 1980                                                                                              | 1980                                          |                                               | 906                                           |                                               |
| 1990                                                                                              | 1990                                          |                                               | 762                                           | 78                                            |
| 1995                                                                                              | 1995                                          |                                               | 648                                           | 78                                            |
| 2000                                                                                              | 2000                                          |                                               | 570                                           | 78                                            |
| 2005                                                                                              | 2005                                          |                                               | 530                                           | 79                                            |
| 2010                                                                                              | 2010                                          |                                               | 522                                           | 78                                            |
| 2015                                                                                              | 2015                                          |                                               | 746                                           | 172                                           |
| 2020                                                                                              | 2020                                          |                                               | 699                                           | 167                                           |
| Anm.: sammanväxte 2015 med Bränna och Kyrkliden ## Som tätort/befolkningsagglomeration 1920–1950. |                                               |                                               |                                               |                                               |

## Samhället
Skolan i Åsensbruk heter Åsens skola och är en skola för klass 0-6. Eleverna från Åsensbruk får sedan byta till Rådaskolan i Mellerud. Den äldre Åsens skola låg vid Lugnet, och är numera privatbostad, medan den nuvarande, byggd 1970, ligger på Kvarnvägen. Skolan har även använts som vallokal. Orten ligger vid sjön Övre och nedre Upperudshöljen.
Melleruds konsumtionsförening öppnade en filialbutik i Åsensbruk i juli 1930. Föreningen bytte senare namn till Mellersta Dals konsumtionsförening och öppnade ytterligare filialer. Konsum Mellersta Dal uppgick år 2010 i Konsum Bohuslän-Älvsborg. År 2024 hade Coop alltjämt en butik i Åsensbruk.

## Idrott
Åsensbruk har ett fotbollslag som heter Håfreströms IF. Bästa placeringen kom 1963, då laget slutade på en tredjeplats i division 3. För närvarande (2014) spelar de i division 5. Föreningen har också en friidrottssektion.

## Kända personer från Åsensbruk
- Daniel Malmedahl, skapare av "Crazy Frog"
- Daniel Poohl, chefredaktör för Expo